# Bussière-Boffy
Bussière-Boffy foi uma comuna francesa na região administrativa da Nova Aquitânia, no departamento de Alto Vienne. Estendia-se por uma área de 27,44 km². Em 2010 a comuna tinha 357 habitantes (densidade: 13 hab./km²).
Em 1 de janeiro de 2016, passou a fazer parte da nova comuna de Val-d'Issoire.